# Tomáš Majtán
Tomáš Majtán (Pozsony, 1987. március 30. –) szlovák labdarúgó, aki jelenleg az MFK Szakolca játékosa.

## Sikerei, díjai
- MŠK Žilina
  - Szlovák bajnok: 2009–10, 2011–12
  - Szlovák szuperkupa: 2010